# Сачкова, Юлия
Юлия Сачкова (ивр. יוליה סצ'קוב) — израильская спортсменка, выступающая в кикбоксинге. Чемпионка мира по кикбоксингу 2019 года в весе до 48 кг (114,5 фунтов) по версии K-1.

## Биография
Юлия Сачкова родилась 28 декабря 1998 в Казахстане и репатриировалась с семьей в Израиль, когда ей было 2 года. Живёт в Хайфе. При прохождении службы в ЦАХАЛ была признана «выдающейся спортсменкой».
Начинала свой путь в единоборствах в 13 лет с израильской системы рукопашного боя крав-мага; попробовав каратэ, таэквондо, дзюдо, остановилась на кикбоксинге.

## Спортивная карьера
В 2016 году Юлия Сачкова выиграла кубок мира по кикбоксингу среди юниоров в Будапеште (Венгрия), а также выиграла бронзовую медаль на чемпионате мира среди юниоров в Дублине (Ирландия).
В 2017 году выиграла чемпионат Европы среди юниоров по кикбоксингу в Скопье (Македония). После этого выступала среди взрослых. В том же году заработала бронзовую медаль на чемпионате мира среди взрослых в Будапеште. За свои успехи в 2017 году получила награду «Израильский молодой спортсмен года» от министра культуры и спорта Израиля Мири Регев.
В 2018 году стала чемпионкой мира по кикбоксингу Всемирной ассоциации организаций кикбоксинга (WAKO), а также получила бронзовую медаль на чемпионате Европы по кикбоксингу в Братиславе (Словакия).
В 2019 году Сачкова в возрасте 21 года повторно стала чемпионкой мира по кикбоксингу, выиграв золотую медаль в Сараево (Босния) в весовой категории до 52 килограммов (114,5 фунтов) по кикбоксингу К-1.
В 2021 году Юлия Сачкова снова стала победительницей кубка мира по кикбоксингу в Будапеште.
В 2022 выиграла чемпионат WAKO Uzbekistan open-2, проходивший в Ташкенте (Узбекистан).